# Donnacona (chef iroquoien)
Pour les articles homonymes, voir Donnacona.
Donnacona, né vers 1480 au Canada et mort en 1539 à Paris, est un chef iroquoien. Il est l'agouhanna de Stadaconé jusqu'en mai 1536. Les dernières années de sa vie seront marquées par les expéditions françaises menées au Canada par Jacques Cartier ainsi que par une période de captivité en France.

## Biographie

### Origines
Il serait né vers 1480, car on lui donne la mi-cinquantaine au moment de sa rencontre avec Jacques Cartier en 1534. Il grandit dans une société matriarcale. Établi à Stadaconé, à l'emplacement actuel de la ville de Québec, il est l'un des nombreux chefs héréditaires à l'intérieur de la province iroquoienne du Canada. On le décrit avec une chevelure presque entièrement rasée et vêtu d'une vieille peau d'ours noir. Il est vraisemblable qu'il soit au fait des différentes incursions européennes dans le golfe du Saint-Laurent survenant depuis la fin du XVe siècle.

### Premier voyage de Cartier

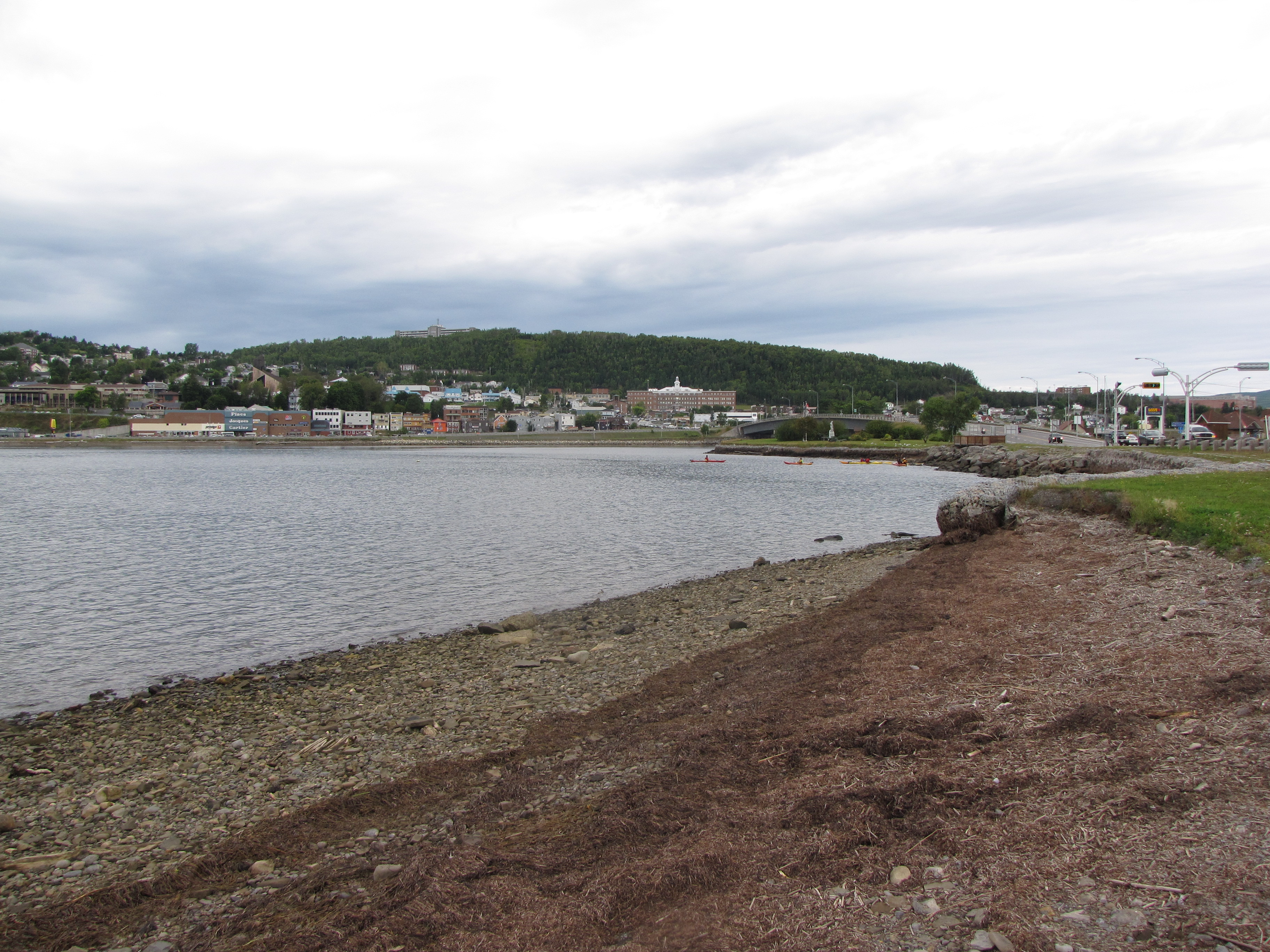
La baie de Gaspé où Donnacona rencontre Jacques Cartier pour la première fois en 1534.

En juillet 1534, Donnacona et environ trois cents Iroquoiens de Stadaconé sont en expédition de pêche au maquereau dans la baie de Gaspé. C'est là qu'ils rencontrent la première expédition française menée par l'explorateur Jacques Cartier. 
Quand Cartier érige la croix de Gaspé le 24 juillet, Donnacona, trois de ses fils ainsi que son frère s'approchent d'eux. Irrité, Donnacona sermonne Cartier de vouloir s'approprier la terre. Les Français font semblant de vouloir lui troquer sa peau contre une hache pour le faire monter à bord de leur navire. Au terme de l'échange, deux de ses fils, Domagaya et Taignoagny, sont prêtés aux Français jusqu'à une prochaine visite.

### Deuxième voyage de Cartier

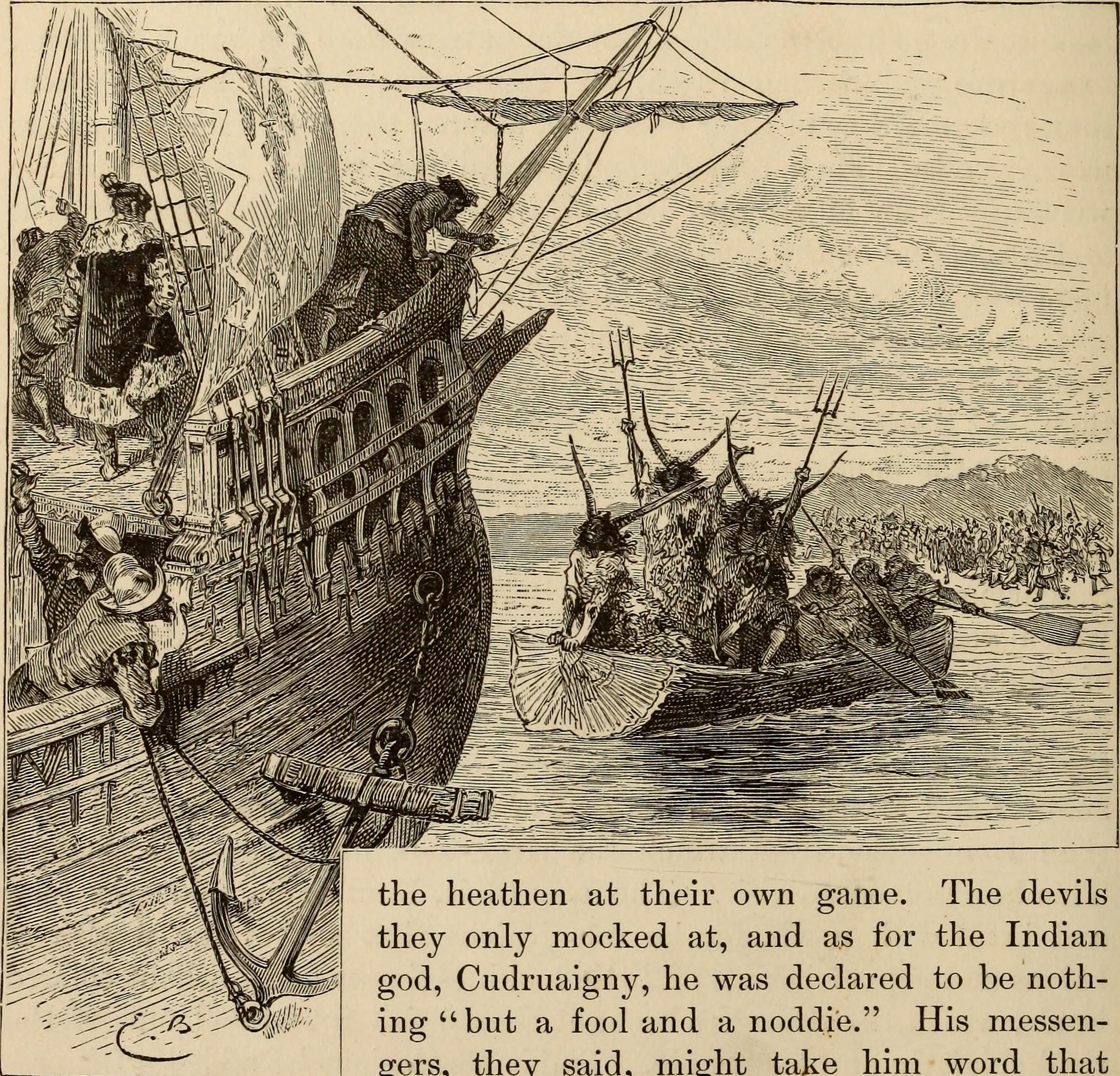
Manoeuvres des Stadaconéens pour dissuader Cartier d'avancer vers Hochelaga.

Cartier revient en Amérique l'été suivant, en 1535, ramenant les deux fils de Donnacona chez eux à Stadaconé. Ceux-ci informent leur père sur la culture des Français et leurs intentions de pénétrer davantage le pays jusqu'à Hochelaga. Les Stadaconéens s'emploient à dissuader Cartier par des tours de sorcellerie et des présents, sans succès. Après avoir visité Hochelaga, Cartier revient vers Stadaconné. En route, le chef d'Achelacy l'avise que Donnacona et ses fils sont fâchés. Les relations reprennent toutefois le 5 novembre et les Français passeront l'hiver à Stadaconé. Conscient de l'intérêt des Français pour les richesses et les ressources, Donnacona fait miroiter à Cartier l'existence du royaume du Saguenay,.
Au printemps 1536, une querelle politique éclate entre Donnacona et Agona. Pour se rapprocher de Donnacona, Cartier feint d'accepter un complot contre Agona. Lorsque Cartier invite Donnacona pour la fête de l’Invention de la Sainte Croix, celui-ci se sent obligé d'accepter. Il est alors capturé, de même que Domagaya, Taignoagny, sept autres stadaconéens et une fillette d'Achelacy. Quand ils quittent le 6 mai pour la France, Agona prend la place de Donnacona comme chef.

### En France
Donnacona arrive à Saint-Malo le 16 juillet 1536. Il se fait désigner sous le vocable de « roi de Canada ». Lui et ses compagnons vivent aux frais du roi. Il se fait interroger devant un notaire sur ses voyages. Le moine-historien André Thevet affirme avoir discuté longuement avec lui. Il est présenté à la cour de France. Le roi François Ier le rencontre à plusieurs reprises, intrigué par le royaume du Saguenay vanté par Donnacona. Il rencontre également François Rabelais. Il crée un mouvement considérable en France, influençant le roi au point de projeter l'implantation d'une colonie française, en 1541, à Charlesbourg-Royal (aujourd'hui Cap-Rouge). Selon l'anthropologue Serge Bouchard, Donnacona « entretient le rêve stadaconéen d'être la plus grande puissance canadienne parmi ses peuples voisins ». Ses contes fabuleux, pris pour des réalités par les Français, sont même venus aux oreilles des Espagnols qui dépêchèrent des conquistadors vers le nord, à partir de la Floride et du Texas.
Il est converti au christianisme et fait possiblement partie des « trois des indigènes qu’avait ramenés Cartier » de sexe masculin ayant reçu le baptême le 25 mars 1539. Il meurt cette année-là à l'âge approximatif de 60 ans. Le 23 août 1541, lors de son troisième et dernier voyage, Cartier annonce aux Iroquoiens le décès de Donnacona. La disparition de Donnacona et des autres autochtones capturés en 1535 augmentera la méfiance iroquoienne vis-à-vis des Français. Cette animosité sera l'une des raisons de l'échec de la première tentative de colonisation française des Amériques.
Donnacona pourrait avoir été enterré dans une fosse commune, rue Pavée-d'Andouilles à Paris, si l'on croit ce que Rabelais fait dire à son personnage Pantagruel dans Le Quart Livre.

## Hommages

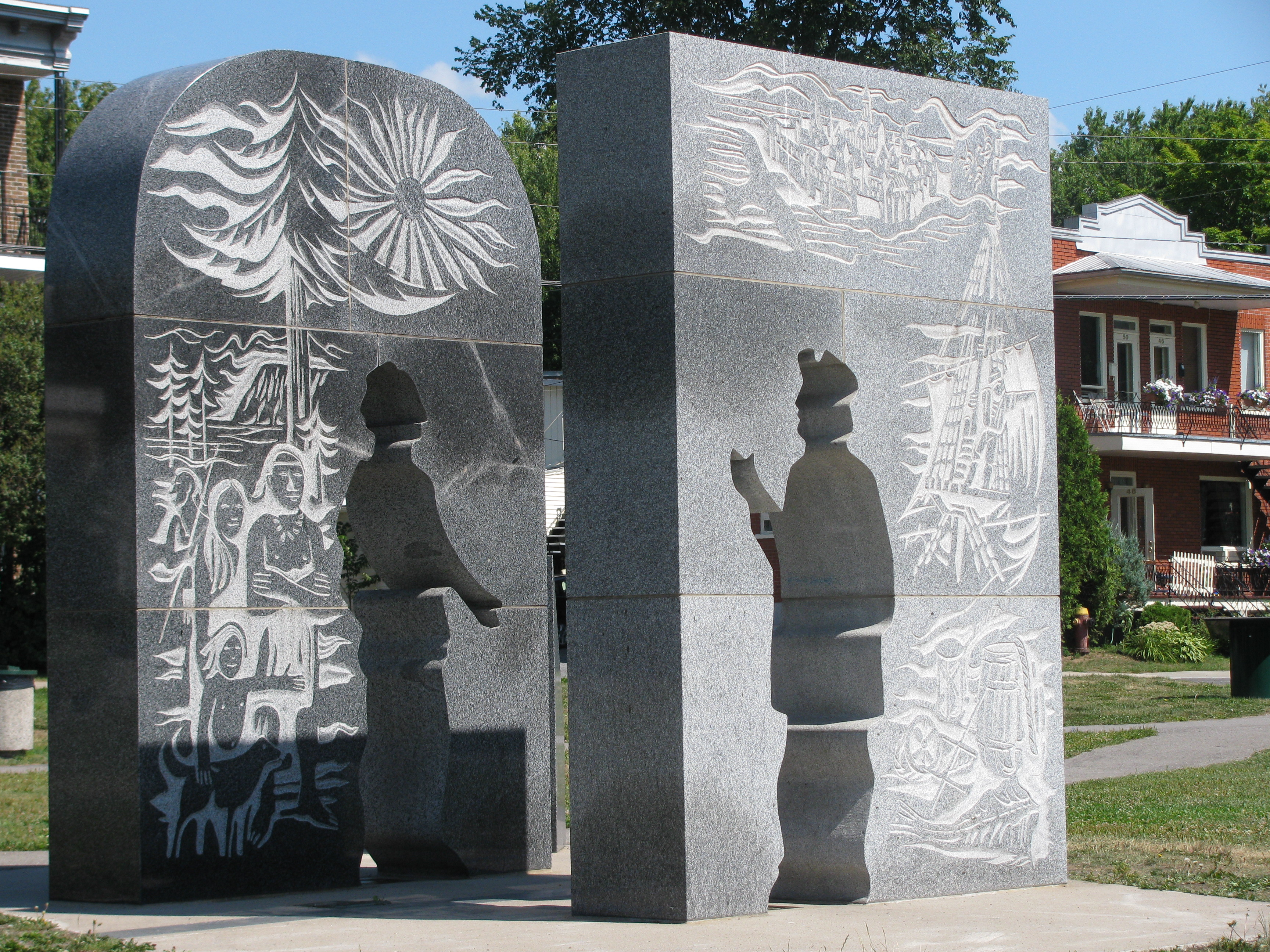
Monument commémoratif au lieu historique national Cartier-Brébeuf.

- La ville de Donnacona, à 30 km à l'ouest de son ancien village natal de Stadaconé, est fondée et nommée en son honneur le 22 avril 1915[7].
- En 1981, Donnacona est reconnu personnage historique national par le gouvernement du Canada.
- Une plaque commémorative est édifiée au Lieu historique national Cartier-Brébeuf, à Québec.
- Plusieurs rues au Québec sont nommées en sa mémoire[8].
- Une unité de la réserve navale des Forces armées canadiennes à Montréal porte le nom NCSM Donnacona[9]